# 조지 너새니얼 커즌

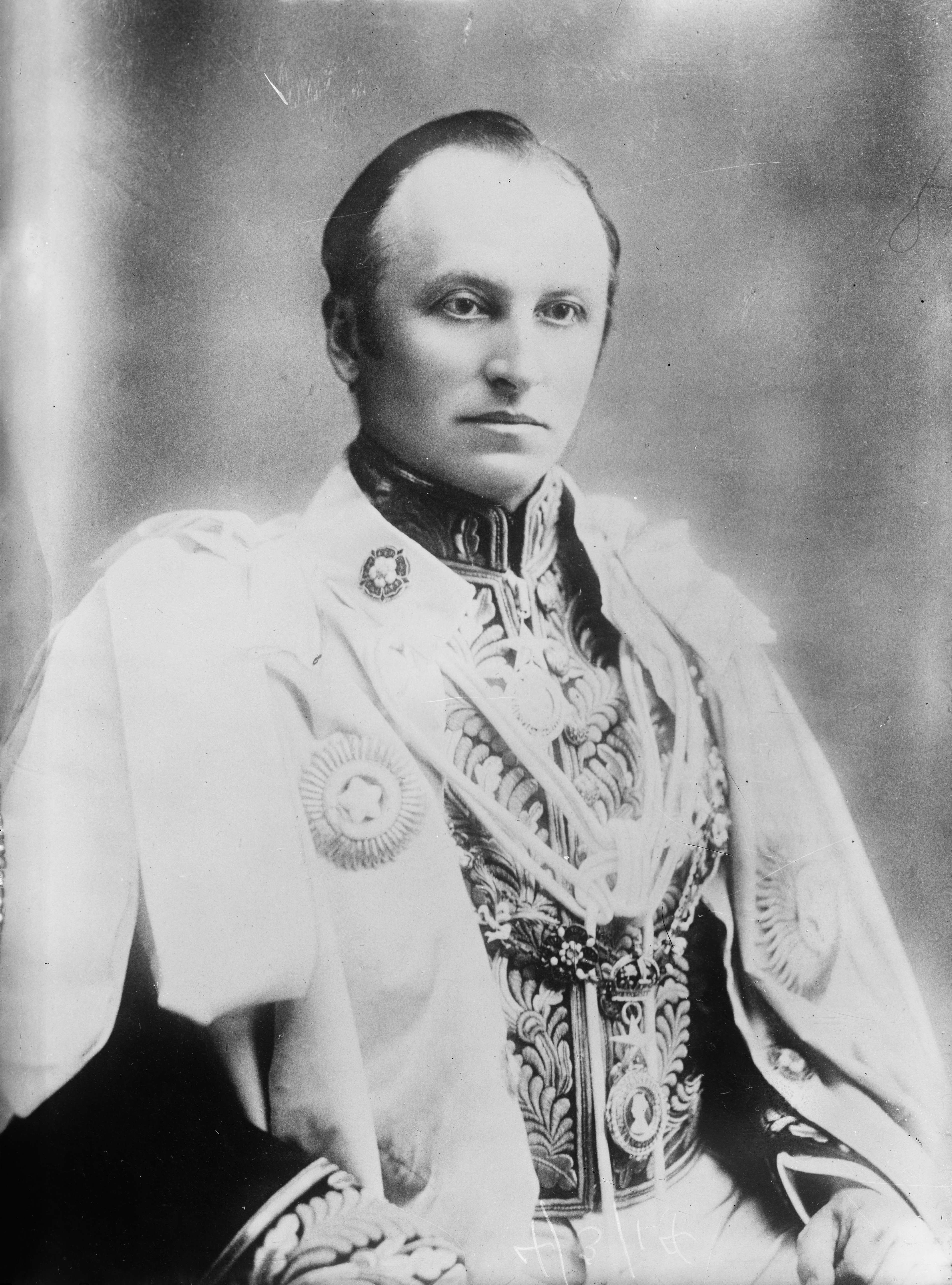

조지 너새니얼 커즌(George Nathaniel Curzon, 1859년 1월 11일 – 1925년 3월 20일)은 영국의 저명한 정치가이자 보수당 정치인, 작가였으며 1899년부터 1905년까지 인도 총독을 역임했다.
더비셔주의 귀족 가문에서 태어난 커즌은 이튼 칼리지와 옥스퍼드의 발리올 칼리지(Baliol College)에서 교육을 받은 후 1886년 영국 의회에 입성했다. 그 후 몇 년 동안 러시아, 중앙아시아, 극동 지역을 광범위하게 여행했으며 이 지역에 관한 여러 권의 책을 출판했다. 그는 자신의 지정학적 전망을 자세히 설명하고 인도에 대한 영국의 통제에 대한 러시아 제국의 위협을 강조했다. 1891년에 커즌은 인도 국무부 차관으로 임명되었고, 1899년에는 인도 총독으로 임명되었다. 재임 기간 동안 그는 영국 행정부의 여러 개혁을 추진했고, 인도인에 대한 영국의 학대 문제를 해결하려고 시도했으며, 타지마할 복원 작업을 수행했으며, 러시아의 야망에 맞서기 위해 영국 원정대를 티베트로 보냈다. 그는 또한 1905년 벵골 분할을 주재했다. 커즌은 나중에 군사 조직 문제를 놓고 인도 총사령관인 키치너 경과 갈등을 겪었다. 런던 정부의 지원을 확보할 수 없었던 그는 그해 말 사임하고 영국으로 돌아왔다.